# Ortopædkirurgi
Ortopædkirurgi eller ortopædisk kirurgi (tidligere ortopædi). 
Navnet blev konstrueret i 1741 af den franske læge Nicolas Andry ud fra græsk orthos (lige) og paidion (barn), og omhandlede oprindeligt den ikke-kirurgiske behandling af børn med primært skoliose (skæv rygsøjle). Nu omhandler dette lægevidenskabelige speciale den kirurgiske og ikke-kirurgiske behandling af skader samt medfødte og erhvervede lidelser i bevægeapparatet. 
Der er i Danmark ni subspecialer:
- Traumatologi – skader inklusive knoglebrud
- Børneortopædi – medfødte misdannelser og visse skader på bevægeapparatet
- Håndkirurgi herunder replantationskirurgi (påsætning afhuggede lemmer)
- Knæ og hoftealloplastik – Indsættelse af et kunstigt led
- Rygkirurgi – Operation af rygskader som knoglebrud, rygdeformiteter som skoliose (skæv rygsøjle) samt rygsygdomme som diskusprolaps
- Tumorkirurgi – Kirurgisk behandling af kræft i bevægeapparatet
- Fod- og ankelkirurgi - Behandling af fod og ankellidelser
- Skulder- og albuekirurgi - Behandling af skader på albue og skulder. Også indsættelse af skulderalloplastik
- Idrætstraumatologi - behandling af idrætsskader som rekonstruktion af forreste korsbånd

I Danmark bemandes den kirurgiske del af skadestuerne med læger fra ortopædkirurgisk afdeling. Ortopædkirurgiens største opgaver er dels behandlingen af knoglebrud (frakturer), dels gipsskinner og ortoser (skinner og korset). Og osteosyntese vha. skruer, skinner, stave m.m. Forud for en ortopædkirurgisk operation foretages ofte en artroskopi. Ortopædiens symbol er et lille skævt træ op ad en stav omviklet med forbinding. Ortopædkirurgien varetages af en speciallæge i ortopædisk kirurgi, en ortopædkirurg.